# Forgotten Tomb
Forgotten Tomb är en italiensk musikgrupp inom genrerna depressive suicidal black metal och doom metal, bildad 1999. Gruppens låtar behandlar ämnen som depression, självmord, ensamhet och döden.

## Medlemmar
Nuvarande medlemmar
- Ferdinando "Herr Morbid" Marchisio – samtliga instrument (1999–2003), gitarr, sång (2003–)
- Alessandro "Algol" Comerio – basgitarr (2003–)
- Kyoo Nam "Asher" Rossi – trummor (2003–)

## Diskografi
Studioalbum
- Songs to Leave (2002)
- Springtime Depression (2003)
- Love's Burial Ground (2004)
- Negative Megalomania (2007)
- Vol. 5: 1999–2009 (2010)
- Under Saturn Retrograde	(2011)
- ...and Don't Deliver Us from Evil (2012)
- Hurt Yourself and the Ones You Love (2015)
- We Owe You Nothing (2017)
- Nihilistic Estrangement (2020)
- Nightfloating (2024)